# Euphorbia pterococca
Euphorbia pterococca là một loài thực vật có hoa trong họ Đại kích. Loài này được Brot. mô tả khoa học đầu tiên năm 1805.